# Heinz Thonhofer
Heinz Thonhofer – eigentlich Karl-Heinz Thonhofer – (* 25. September 1958 in Bruck an der Mur) ist ein ehemaliger österreichischer Fußballspieler und nunmehriger Fußballtrainer.

## Karriere

### Als Spieler
Thonhofer begann seine fußballerische Karriere beim SV Breitenau, wo er bis zum Alter von 21 Jahren spielte. Nach dem Wechsel zum DSV Alpine spielte er drei Jahre dort, bis er zum SK Sturm Graz ging. Dort blieb er elf Jahre (zeitweilig als Mannschaftskapitän), bevor er seine aktive Karriere beim Kapfenberger SV ausklingen ließ.

### Als Trainer
Nach kurzer Pause arbeitete Thonhofer als Co-Trainer beim DSV Leoben, wo er nach sechs Jahren den Cheftrainerposten übernahm. 2006 wurde er Trainer des Regionalliga Mitte-Vereins SV Bad Aussee und mit dem ihm in der ersten Saison der Aufstieg der Mannschaft in die Red Zac Erste Liga gelang. Nachdem es dort nicht nach Wunsch lief und der Verein nicht über den letzten Tabellenplatz hinaus kam, wurde sein Vertrag im beiderseitigen Einvernehmen am 11. April 2008 aufgelöst. Zur Saison 2008/2009 übernahm er den Regionalliga Ost Verein FC Waidhofen/Ybbs. Mit den Ybbstalern erreichte er in der Regionalliga Ost den fünften Tabellenplatz und stellte mit 53 Punkten einen neuen Vereinsrekord auf. Von 1. Juli 2009 bis 30. Juni 2012 betreute Heinz Thonhofer den südsteirischen Traditionsklub SVL Flavia Solva. Ab der Saison 2012/2013 bis Ende der Saison 2016/17 war er Cheftrainer des SKU Amstetten in der Regionalliga Ost. Am 2. September 2017 übernahm Thonhofer der Trainerposten beim SV Frohnleiten, mit dem er am Ende der Saison 2017/18 aus der steirischen Oberliga (fünfte Leistungsstufe) absteigen musste.